# Euphorbia subsalsa
Euphorbia subsalsa es un arbusto perteneciente a la familia de las euforbiáceas. Es originaria de Angola y Namibia.

## Descripción
Es una planta suculenta arbustiva sin espinas que alcanza un tamaño de  0,6(-1,5) m de altura, generalmente poco ramificada desde la base y densamente ramificada arriba de hábito más robusto, con un tallo de 5 cm de grosor en la  subsp. fluviatilis.

## Ecología
Se encuentra en las rocas, en las colinas rocosas marítimas y cerca de la boca de los ríos; en bosques de mopane; en lugares rocosos en las orillas de los ríos, especialmente en la vecindad de cascadas y rápidos.

## Taxonomía
Euphorbia subsalsa fue descrita por William Philip Hiern y publicado en Catalogue of the African Plants collected by Dr. F. Welwitsch in 1853-61 1: 948. 1900.
Etimología
Euphorbia: nombre genérico que deriva del médico griego del rey Juba II de Mauritania (52 a 50 a. C. - 23), Euphorbus, en su honor – o en alusión a su gran vientre –  ya que usaba médicamente Euphorbia resinifera. En 1753 Carlos Linneo asignó el nombre a todo el género.
subsalsa: epíteto latino 
Variedades
- Euphorbia subsalsa subsp. subsalsa